# 山根镇
山根镇是中华人民共和国海南省万宁市下辖的一个镇。

## 行政区划
山根镇下辖以下村级行政区划单位：
立岭村、扶堤村、多扶村、华明村、排溪村、水央堀村、大石岭村、山根村、横山村和山根镇农场。